# أيتور بونويل
أيتور بونويل (بالإسبانية: Aitor Buñuel Redrado)‏ هو لاعب كرة قدم إسباني في مركز ظهير ‏، ولد في 10 فبراير 1998 في Tafalla ‏ في إسبانيا. شارك مع منتخب إسبانيا تحت 18 سنة لكرة القدم ومنتخب إسبانيا تحت 19 سنة لكرة القدم. أما مع النوادي، فقد لعب مع أوساسونا ب وأوساسونا وراسينغ سانتاندير وفالنسيا ميستايا ونادي ألميريا ونادي تينيريفي.

## وصلات خارجية
- أيتور بونويل على موقع قاعدة بيانات كرة القدم.إي يو (الإنجليزية)
- أيتور بونويل على موقع Soccerbase.com (لاعب) (الإنجليزية)
- أيتور بونويل على موقع Soccerway.com (الإنجليزية)
- أيتور بونويل على موقع عالم كرة القدم.نت (الإنجليزية)
- أيتور بونويل على موقع AS.com (الإسبانية)